# 인스웨이브
주식회사 인스웨이브(영어: Inswave)는 서울특별시 영등포구에 본사를 둔 AI 및 DX 소프트웨어 개발 전문 기업이다.

## 역사
2002년에 인스웨이브시스템즈라는 법인으로 설립되었으며 2023년 9월 25일에 코스닥 시장에 상장하였다.
2025년 4월 8일에는 인스웨이브시스템즈에서 현재의 사명인 인스웨이브로 상호를 변경하였다.

### 내용주
1. ↑  신영증권을 주관사로 공모가 24,000원에 코스닥 시장에 상장